# GRO J1655-40
GRO J1655-40 wird als Low Mass X-ray Binary (LMXB, dt. Röntgendoppelsternsystem mit geringer Masse) bezeichnet, das aus einem entwickelten Unterriesenstern der Spektralklasse F6III mit etwa der zweieinhalbfachen Sonnenmasse und einem stellaren Schwarzen Loch mit der siebenfachen Masse der Sonne besteht, die sich im Sternbild Skorpion alle 2,6 Tage einmal umkreisen.
Zusammen mit Cygnus X-1 ist GRO J1655-40 einer von derzeit zehn bekannten galaktischen Mikroquasaren (Stand 2019).
Die Entfernung von unserem Sonnensystem beträgt etwa 3.200 pc oder 10.500 Lj. GRO J1655-40 und sein Begleiter bewegen sich mit einer Geschwindigkeit von 112 km/s in einer stark exzentrischen galaktischen Umlaufbahn (e = 0,34 ± 0,05) durch die Milchstraße. Das Schwarze Loch wurde in einer Entfernung von mehr als 3 kpc vom galaktischen Zentrum gebildet und muss durch die Explosion des Vorläufersterns in eine solche exzentrische Umlaufbahn geschossen worden sein. Der lineare Impuls und die kinetische Energie dieses BHXB‘s (Black Hole X-ray binary) sind vergleichbar mit dem von solitären Neutronensternen und Millisekundenpulsaren. GRO J1655-40 ist das erste Schwarze Loch, für das es Hinweise gibt, dass diese hohe Fluchtgeschwindigkeit von einer Supernova-Explosion bei seiner Entstehung übertragen wurde.
Das Röntgenspektrum dieses Doppelsternsystems zeigt, dass turbulente Winde von mehreren Millionen Grad heißen Gases um das Schwarze Loch wirbeln. Ein Großteil des heißen Gases wandert nach innen in Richtung des Schwarzen Lochs, aber ungefähr 30 % werden weggeblasen.
Die Temperatur und Intensität der Winde setzen voraus, dass starke Magnetfelder vorhanden sein müssen. Diese Magnetfelder erzeugen magnetische Turbulenzen, die in der Akkretionsscheibe Reibung verursachen, und treiben Winde von der Scheibe, die Drehimpuls nach außen tragen, wenn das Gas nach innen fällt. Durch magnetische Reibung wird auch das Gas im inneren Teil der Scheibe so stark erhitzt, dass es Röntgenstrahlen aussendet.